# Prix de Brest
Prix de Brest är ett årligt travlopp för 4-10-åriga varmblodiga travhästar som körs på Vincennesbanan utanför Paris i Frankrike varje år i slutet av januari. Det är ett Grupp 3-lopp, det vill säga ett lopp av tredje högsta internationella klass. Förstapris är 54 000 euro. Loppet körs över distansen 2850 meter.

## Vinnare
| År   | Häst               | Far                | Kusk                  | Tränare              | Tid/km |
| ---- | ------------------ | ------------------ | --------------------- | -------------------- | ------ |
| 2025 | Inato Pierji       | Uniclove           | David Bekaert         | Alexandre Bonnefoy   | 1'13"3 |
| 2024 | It's A Dollarmaker | Saxo de Vandel     | Éric Raffin           | Sébastien Guarato    | 1'12"9 |
| 2023 | Hokkaido Jiel      | Brillantissime     | David Thomain         | Jean Luc Dersoir     | 1'13"4 |
| 2022 | Dreamer de Chenu   | Timoko             | Louis Baudouin        | Jean Michel Baudouin | 1'13"1 |
| 2021 | Dorgos de Guez     | Romcok de Guez     | Jean Michel Bazire    | Jean Michel Bazire   | 1'13"2 |
| 2020 | Cleangame          | Ouragan de Celland | Jean Michel Bazire    | Jean Michel Bazire   | 1'11"2 |
| 2019 | Abydos du Vivier   | Diamant Gede       | Nicolas Bazire        | Jean Michel Bazire   | 1'13"4 |
| 2018 | Bel Avis           | Ganymede           | Jean Michel Bazire    | Jean Michel Bazire   | 1'13"1 |
| 2017 | Ustie Haufor       | Niky               | Charles Julien Bigeon | Christian Bigeon     | 1'14"2 |
| 2016 | Your Highness      | Chocolatier        | Franck Nivard         | Fabrice Souloy       | 1'15"4 |
| 2015 | Princess Grif      | Varenne            | Roberto Andreghetti   | Fabrice Souloy       | 1'13"9 |
| 2014 | Sanity             | Love You           | Franck Ouvrie         | Malin Löfgren        | 1'13"2 |
| 2013 | Reedite Gede       | Buvetier d'Aunou   | Thierry Duvaldestin   | Thierry Duvaldestin  | 1'13"9 |
| 2012 | Roi du Lupin       | Fleuron Perrine    | Anthony Barrier       | Jean Paul Marmion    | 1'13"7 |
| 2011 | Ricimer            | Hermes du Buisson  | Herve Sionneau        | Herve Sionneau       | 1'13"9 |
| 2010 | Quinoa du Gérs     | Ganymede           | Jean Michel Bazire    | Jean Michel Bazire   | 1'13"8 |
| 2009 | Oyola              | Quadrophenio       | Michel Lenoir         | Jacques Bruneau      | 1'14"5 |
| 2008 | Nicolas Maria      | Casino des Sports  | Jos Verbeeck          | Philippe Allaire     | 1'14"1 |
| 2007 | Hot Tub            | Sugarcane Hanover  | Stephane Delasalle    | Marcus Öhman         | 1'15"6 |
| 2006 | Kool du Caux       | Bijou du Bignon    | Jean Michel Bazire    | Fabrice Souloy       | 1'15"6 |